# Storia della Repubblica d'Irlanda
La storia della Repubblica d'Irlanda è quel periodo di tempo che inizia dal 1922, con la creazione dello Stato Libero d'Irlanda dopo la spartizione dell'isola e continua fino ai giorni nostri, parallelamente alla storia dell'Irlanda del Nord.

## Lo Stato libero d'Irlanda
Il 6 dicembre 1922 venne istituito lo Stato libero d'Irlanda. Lo Stato costituiva un dominio britannico, sottoposto al monarca del Regno Unito. Il re nominava un governatore generale, che rappresentava la corona nello Stato libero e costituiva la più alta autorità dell'Irlanda. Lo Stato libero aveva un parlamento bicamerale e un governo, chiamato "Consiglio esecutivo". Il capo del governo era chiamato "Presidente del Consiglio esecutivo".
Il trattato anglo-irlandese che condusse all'istituzione dello Stato libero d'Irlanda prevedeva che l'Irlanda del Nord avrebbe potuto decidere se aderire o meno allo Stato libero. Nel caso in cui avesse preferito non unirsi allo Stato libero, sarebbe stata istituita una commissione per rivedere e stabilire i confini tra Stato libero e Irlanda del Nord. La commissione venne istituita e nella sua relazione finale del 1925 propose di mantenere largamente intatti i confini preesistenti e di cedere alcune piccole parti dello Stato libero all'Irlanda del Nord. Il Dáil Éireann approvò la decisione con 71 voti a favore e 20 contrari.
Lo statuto di Westminster approvato dal parlamento britannico nel 1931 concesse indipendenza legislativa a sei dominions dell'impero, tra cui anche lo Stato libero d'Irlanda.

## Gli anni '30 e la seconda guerra mondiale

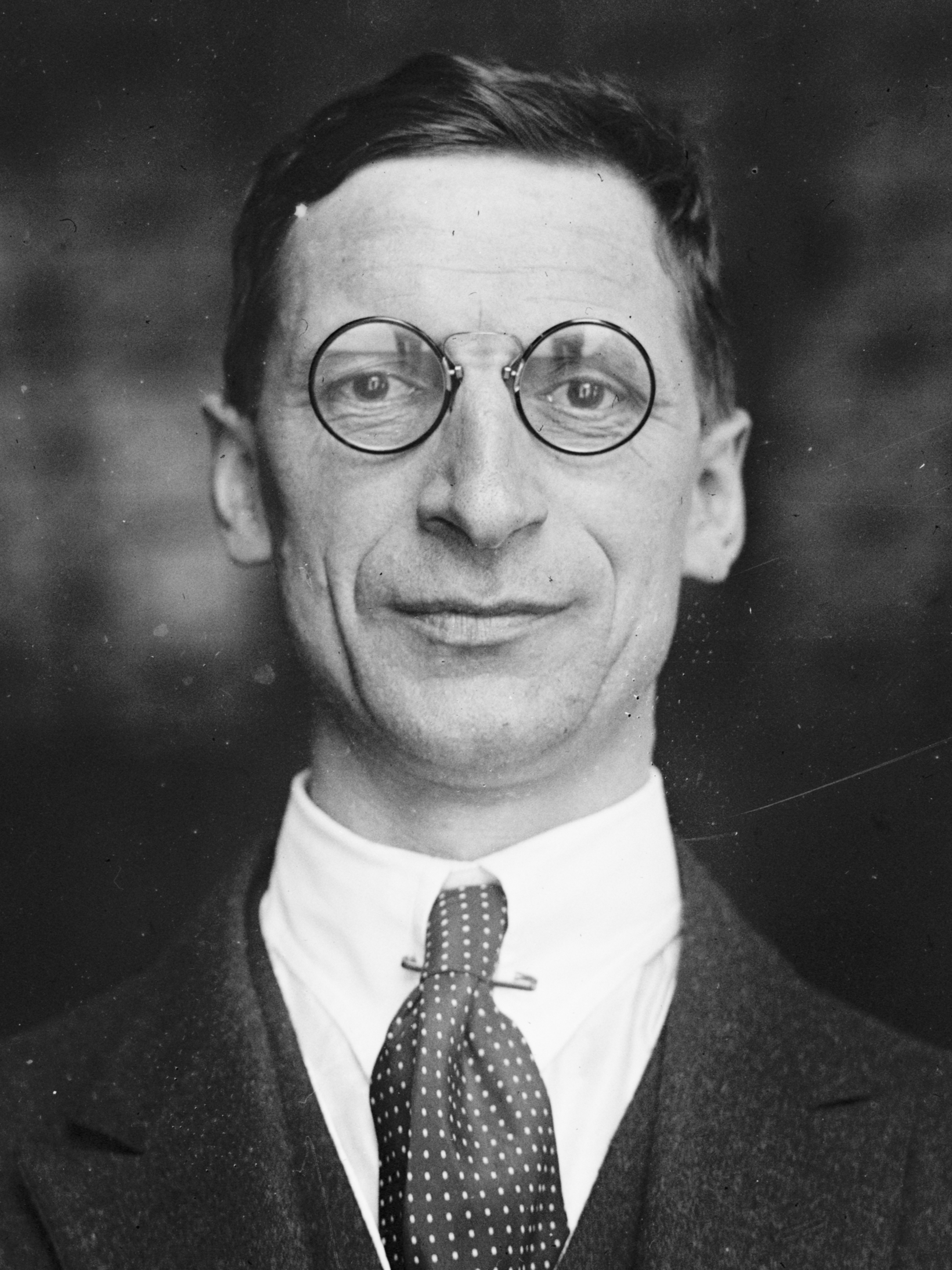
Éamon de Valera.

Nel 1932, il leader del Fianna Fáil Éamon de Valera vinse le elezioni e divenne Presidente del Consiglio esecutivo. Oltre a iniziare una guerra commerciale con il Regno Unito sulla questione irrisolta dei pagamenti degli affitti per le terre concesse ai contadini irlandesi per arginare il grave disavanzo della bilancia commerciale a seguito anche del crollo di Wall Street del 1929, promosse una revisione costituzionale piuttosto profonda, che venne approvata con un referendum popolare. Il 29 dicembre 1937 entrò in vigore la nuova Costituzione, che rinominò lo Stato libero d'Irlanda semplicemente "Irlanda" o "Éire". La Costituzione introduceva la carica di presidente dell'Irlanda, che subentrava a quella di governatore generale. Il Consiglio esecutivo veniva definito "governo" e il suo capo veniva rinominato Taoiseach e dotato di maggiori poteri.
Il monarca del Regno Unito manteneva tuttavia il titolo di "re d'Irlanda" e aveva funzioni di rappresentanza nelle relazioni diplomatiche e internazionali. Il presidente dell'Irlanda non aveva funzioni nel campo delle relazioni esterne.
L'Irlanda rimase ufficialmente neutrale per tutta la durata della seconda guerra mondiale, nota come "the Emergency". La memoria della guerra di indipendenza e della guerra civile erano ancora molto vive e lo Stato non era pronto per prendere parte a un conflitto. Di fatto però il paese collaborò con gli Alleati e varie decine di migliaia di uomini si arruolarono come volontari.

## Il secondo dopoguerra e la dichiarazione di Repubblica
Nel 1948 gli Oireachtas approvarono il Republic of Ireland Act che entrò in vigore il 18 aprile 1949. Questo atto stabiliva che l'Irlanda era una Repubblica e che le funzioni diplomatiche internazionali, in precedenza gestite dal monarca inglese, divenivano di prerogativa del Presidente d'Irlanda, quindi mettendo fine al ruolo ambiguo di quest'ultimo che diveniva a tutti gli effetti il Capo di Stato irlandese. In conseguenza di questo atto, anche la partecipazione dell'Irlanda al Commonwealth aveva automaticamente termine. L'Irlanda non chiese di essere riammessa.
Formalmente, il Crown of Ireland Act del 1542 che creava il Regno d'Irlanda fu abrogato solo nel 1962. Tuttavia, il governo inglese già nello stesso 1949, con l'Ireland Act, riconosceva che "la repubblica d'Irlanda ha cessato di essere parte dei dominion di Sua Maestà".
L'Irlanda entrò nelle Nazioni Unite nel dicembre 1955, dopo un lungo veto da parte dell'Unione Sovietica, a motivo della neutralità dell'Irlanda nel secondo conflitto mondiale. Entrò a far parte della allora CEE nel 1973.

## Gli anni recenti
I tardi anni settanta costituirono un periodo di crisi per l'Irlanda. La recessione economica globale, i problemi di bilancio e le politiche di indebitamento dei governi provocarono un innalzamento dei tassi di interesse fino al 60%, altissimi livelli di disoccupazione ed emigrazione di massa. Il tasso di evasione fiscale e quello di corruzione erano alti. Le difficoltà economiche erano legate alle difficoltà politiche: i governi duravano molto poco e l'alternanza al governo tra Fianna Fáil e Fine Gael era fin troppo frequente.
Il governo irlandese puntava sulla riunificazione pacifica con l'Irlanda del Nord e collaborò con il governo britannico per contrastare i gruppi repubblicani violenti, in particolare l'IRA. Per questa ragione l'IRA e il suo partito di riferimento, il Sinn Féin, si rifiutarono di partecipare alle istituzioni politiche della repubblica fino agli anni ottanta. Successivamente il Sinn Féin cominciò a partecipare alle elezioni, ottenendo alcuni seggi all'Oireachtas, fino ad ottenere, nelle elezioni del 2020, la prima posizione nell'elettorato sotto forma di maggioranza relativa dei consensi.

## Modernizzazione e crescita economica
Negli anni ottanta e novanta una serie di scandali investirono la Chiesa irlandese, tradizionalmente molto forte ed influente nel paese. Emersero in particolare numerosi casi di pedofilia, che condussero alle dimissioni di vescovi e indirettamente alla crisi di governo del 1994. Venne inoltre rivelato che il vescovo Eamon Casey aveva avuto un figlio.
Gli scandali che colpirono la Chiesa contribuirono a velocizzare il processo di secolarizzazione della società irlandese cominciato in precedenza. Durante gli anni novanta vennero realizzate alcune riforme sociali e la società divenne più aperta e meno conservatrice. Una femminista, Mary Robinson, venne eletta presidente della repubblica.
A partire dal 1989 vennero realizzate una serie di riforme economiche che portarono a diminuire la pressione fiscale, aumentare la concorrenza, limitare l'indebitamento e la crescita dei tassi di interesse e riformare lo stato sociale. Le riforme vennero appoggiate sia dal Fianna Fáil che dal Fine Gael. Durante gli anni novanta l'Irlanda visse una crescita economica straordinaria, che la trasformò da uno dei paesi più poveri d'Europa al secondo paese più ricco dell'Unione europea (dopo il Lussemburgo) e uno dei più ricchi al mondo. Diventò un contribuente netto del bilancio dell'Unione europea e il flusso di immigrazione superò quello di emigrazione. In questo periodo l'Irlanda venne indicata come Tigre celtica.
Dopo avere subito la recessione del 2001-2002, l'Irlanda è stata colpita in modo particolarmente duro dalla crisi economica cominciata alla fine del 2007.